# Тилландсия Харриса
Тилландсия Харриса (лат. Tillandsia harrisii) — вид однодольных растений рода Тилландсия (Tillandsia) семейства Бромелиевые (Bromeliaceae). Вид описан немецким ботаником Ренатой Элерс в 1987 году.

## Этимология
Вид назван в честь гватемальского экспортёра тропических растений Билла Харриса (Bill Harris, 1927—1985), впервые обнаружившего это растение.

## Биологическое описание
Листья до 25 см длиной, густо покрыты чешуями, желобоватые, жёсткие.
Соцветие плотная кисть с немногочисленными цветками. Брактеи розовые. Цветки около 2.5 см длиной (учитывая длину гинецея и тычинок) лепестки тёмно-синие или фиолетовые.

## Распространение и экология
Эндемик Гватемалы (департамент Сакапа). Литофит, растёт на отвесных скалах.

## Охранный статус
Тилландсия Харриса — редкое растение, охраняется на территории Гватемалы. Вид включён во II приложение CITES.